# Mohammed Harkous
Mohammed „MoAuba“ Harkous (* 2. Januar 1997 in Bochum) ist ein deutsch-libanesischer E-Sportler in der Disziplin FIFA und Twitch-Streamer.

## Karriere
Harkous Karriere im E-Sport begann 2016 beim deutschen Team expert, das von dem gleichnamigen Elektronikfachhandelsunternehmen gesponsert wurde. In seinen zwei Jahren beim Team expert konnte MoAuba mehrere ESL-FIFA-Titel gewinnen. 2018 wechselte er zur E-Sport-Abteilung des deutschen Fußballvereins Werder Bremen.
In Bremen hatte Harkous sein wohl erfolgreichstes Jahr im E-Sport. Zunächst gewann MoAuba am Saisonende zusammen mit Michael „MegaBit“ Bittner und Eleftherios „Leftinho“ Ilias den Titel in der Erstauflage der VBL Club Championship. Nach dem Klubwettbewerb stand die Einzelmeisterschaft an, wo Harkous bis ins Finale kam und dort nur knapp seinem Teamkollegen Bittner unterlag. Mit den Pro-Points, die sich MoAuba unter anderem auch in diesem Wettbewerb erspielte, kletterte er in den internationalen Ranglisten immer weiter nach oben und konnte sich so schließlich für den FIFA Interactive World Cup 2019 in London qualifizieren. Dort gewann er souverän seine Gruppe und erkämpfte sich daraufhin gegen FIFA-Größen wie Corentin „Maestro“ Thuillier oder Nicolas „nicolas99fc“ Villalba den Endspieleinzug. In diesem konsolenübergreifenden Finale traf Harkous auf den Titelverteidiger Mosaad „Msdossary“ Aldossary, den er 3:2 (1:1/2:1) besiegte und sich so zum FIFA-Weltmeister krönen konnte.
Nach der Saison verließ MoAuba den SV Werder Bremen und trat dem schweizerischen E-Sports Team Fokus Clan bei.